# Harald Dörr
Harald Dörr (* 6. April 1949 in Tübingen; † 6. September 2016 in Neckargemünd) war ein deutscher Politiker (Bündnis 90/Die Grünen).
Dörr legte 1967 sein Abitur in Saarbrücken ab und studierte danach Biologie und Chemie. Von 1973 bis 1974 war er wissenschaftlicher Mitarbeiter an der Universität Bochum, wo er 1979 promoviert wurde. Danach war er Studienrat in Kaiserslautern und Ludwigshafen, Arbeitsschwerpunkte Technischer Umweltschutz, Urananlage Ellweiler.
Dörr war Gründungsmitglied der Grünen Rheinland-Pfalz und von 1984 bis 1986 Landesvorstandssprecher seiner Partei. Er war Mitglied im BUND und Naturschutzbund NABU und von 1969 bis 1971 Vorsitzender der NABU-Ortsgruppe Saarbrücken. Er gehörte vom 3. Juni 1987 bis zum 19. Mai 1996 dem Rheinland-Pfälzischen Landtag an. Im Landtag war er in der 11. Wahlperiode (WP) Mitglied im Ausschuss für Umwelt, im Kulturpolitischen Ausschuss und im Untersuchungsausschuss »AKW Mülheim-Kärlich«. In der 12. WP war er Mitglied im Ausschuss für Landwirtschaft, Weinbau und Forsten und im Ausschuss für Umwelt.